# Покровское (Угольское сельское поселение)
Покровское — деревня в Шекснинском районе Вологодской области. Административный центр сельского поселения Угольского и Угольского сельсовета.
Расстояние до районного центра Шексны по автодороге — 26 км. Ближайшие населённые пункты — Савинское, Низкие, Максимовское, Большое Ивановское.
По переписи 2002 года население — 281 человек (140 мужчин, 141 женщина). Преобладающая национальность — русские (97 %).